# Branca Camargo
Blanca Camargo (São Paulo, 15 de febrero de 1968) es una actriz brasileña.
Protagonizó la novela "Antônio Alves, Taxista" en 1996 como Claudine y participó de películas, novelas y seriados, como "Come sí fa un Martini", "Tropicaliente" y "Las Prometidas de Copacabana". Alejado de las actuaciones en los últimos quince años, vivió en Italia y en 2014, retornó a Brasil.

## Filmografía

### Trabajos en la televisión
| Año  | Título                       | Personaje      |
| ---- | ---------------------------- | -------------- |
| 2002 | Brava Gente                  | Mujer de César |
| 1997 | Los Huesos del Barão (1997)  | Débora         |
| 1996 | Antônio Alves, Taxista       | Claudine       |
| 1994 | Tropicaliente                | Estela         |
| 1994 | Vengeances                   | Laura          |
| 1992 | Usted Decide                 | 1 episodio     |
| 1992 | Las Prometidas de Copacabana | Leiloca        |

### Trabajos en el cine
| Año  | Título                              | Personaje |
| ---- | ----------------------------------- | --------- |
| 2001 | Come sí fa un Martini               | Francesca |
| 2001 | Tainá - Una Aventura en la Amazônia | Isabel    |
| 1998 | Tráfico                             | Redhead   |
| 1995 | Las Fieras                          |           |
| 1991 | Barocco                             |           |